# Wayback Burgers
Wayback Burgers, anteriormente conhecida como Jake's Wayback Burgers, é uma rede americana de restaurantes fast casual com sede em Cheshire, Connecticut. O Wayback serve comidas típicas de hamburguerias, como hambúrgueres, cachorros-quentes, sanduíches de frango, milkshakes e saladas, além de uma variedade de seleções regionais. Criado em Newark, Delaware, o Wayback começou a se expandir no final dos anos 2000; em 2013, foi anunciado que a rede estava se expandindo internacionalmente para mais 28 países, com locais no Oriente Médio e no Norte da África programados para serem inaugurados no início de 2014. O segundo acordo internacional assinado foi com a Argentina.
Em outubro de 2016, 133 locais estavam em operação em todo o mundo.

## História
A primeira unidade do Wayback Burgers foi aberta em 1991, em Delaware, com o nome de Jake's Hamburgers. Várias outras unidades foram abertas, o que levou ao início da franquia no início dos anos 2000, quando o nome foi alterado para Jake's Wayback Burgers em 2010. Até o momento, a rede se expandiu para 95 unidades, com mais 75 em desenvolvimento. Elas estão espalhadas por todos os Estados Unidos, desde a Nova Inglaterra, Nova Iorque, Flórida, Texas, Ohio e Califórnia. O Wayback é semelhante a outras marcas de “hambúrguer melhor”, como Five Guys, Shake Shack e Fuddruckers.
A primeira unidade no estado de Ohio foi inaugurada em Wadsworth em junho de 2011.
A primeira unidade no estado de Indiana foi inaugurada em Evansville em março de 2012.
A 50ª unidade foi aberta no Brooklyn, na cidade de Nova Iorque, em julho de 2012.
A primeira unidade no estado de Nova Hampshire foi inaugurada em Salem, em agosto de 2012.
A primeira unidade no estado da Carolina do Sul foi inaugurada em Spartanburg em janeiro de 2013.
Em agosto de 2013, a primeira unidade no estado do Texas foi aberta em Waxahachie e a primeira unidade no estado de Minnesota foi aberta em Woodbury.
A primeira unidade no estado do Colorado foi inaugurada em Colorado Springs em novembro de 2013.
Durante o verão de 2014, a rede anunciou a retirada de “Jake's” do título para evitar confusão com um concorrente menor no sul dos Estados Unidos. Muitos locais manterão a sinalização existente com o nome “Jake's” nas fachadas das lojas, mas todas as novas franquias serão conhecidas como “Wayback Burgers”.
A primeira unidade no estado da Geórgia foi aberta em Savannah em janeiro de 2015.
Como parte de um golpe publicitário, o Wayback ofereceu milkshakes feitos com proteína em pó derivada de grilos em junho de 2015 como parte de uma oferta por tempo limitado. Como uma alternativa livre de insetos durante o mesmo período promocional, o Wayback também ofereceu um shake com sabor de carne bovina que era decorado com um Slim Jim.
A primeira unidade no estado de Illinois foi aberta em Naperville em maio de 2016.
Em 2016, a Wayback Burgers investigou a possibilidade de uma oferta pública inicial, mas não prosseguiu.

### Expansão internacional
O primeiro local fora dos Estados Unidos foi aberto em Palermo, Buenos Aires, na Argentina, em fevereiro de 2015.
Nove meses depois, a primeira unidade na Arábia Saudita foi aberta em Al Khobar, em novembro de 2015, do outro lado do planeta. Essa foi a segunda unidade a ser aberta fora dos Estados Unidos.
A primeira unidade em Brunei, país do Sudeste Asiático, foi aberta na área de Setia Kenangan, em Kiulap, em maio de 2016, tornando-se a terceira unidade fora dos Estados Unidos.
Na Europa, o Wayback Burgers abriu sua primeira unidade na cidade de Breda, nos Países Baixos, em 1º de dezembro de 2018.
No Japão, a Wayback Burgers abriu sua primeira unidade em Omotesandō, Japão, em 22 de março de 2022. A empresa tem planos de abrir mais 60 locais no Japão nos próximos 20 anos.